# Prasophyllum innubum
Prasophyllum innubum là một loài thực vật có hoa trong họ Lan. Loài này được David Lloyd Jones mô tả khoa học đầu tiên năm 2007.

## Từ nguyên
Tính từ định danh giống trung innubum (giống đực: innubus, giống cái: innuba) là tiếng Latinh để chỉ không hôn nhân, để nói tới bản chất tự thụ phấn của hoa của loài này.

## Phân bố
Loài đặc hữu miền nam bang New South Wales (Australia).